# 도끼자국

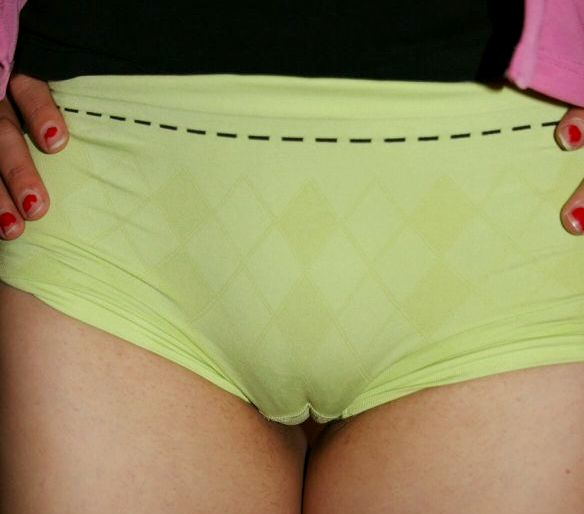
도끼자국

도끼자국은 여성이 꽉 낀 바지를 입었을 때, 치구와 음렬 모양이 그대로 나타나는 것이 마치 도끼자국과 비슷하다고 해서 생긴 은어이다. 서양에서는 낙타 발톱(Cameltoe)이라고 한다.

## 같이 보기
- 브라리스니스